# Sven Fechner
Sven Fechner (* 22. November 1971) ist ein deutscher Schauspieler und Synchronsprecher.

## Leben
Nach einem anfänglichen Studium der Kunst und Germanistik an der Technischen Universität Braunschweig, absolvierte Sven Fechner im Alter von 25 Jahren eine Schauspielausbildung an der Theaterwerkstatt Mainz und spielte 20 Jahre an den verschiedenen Theatern. 2011 lernte er im Rahmen eines Workshops bei Joachim Kunzendorf den Beruf des Synchronsprechers kennen und konnte durch Unterstützung Kunzendorfs bei einer Synchronagentur angenommen werden. Zu Beginn seiner Karriere war Fechner vor allem als Ensemblesprecher tätig. Als Synchronsprecher sprach er innerhalb weniger Jahre circa 400 Synchronrollen. Neben seiner Arbeit als Synchronsprecher ist er auch gelegentlich als Schauspieler im Fernsehen zu sehen. 2015 war er in einer Folge der Fernsehserie Alarm für Cobra 11 – Die Autobahnpolizei zu sehen. 2016 hatte er ein Gastauftritt in der deutschen Disney-Fernsehserie Binny und der Geist. Fechner ist auch als Coach, Podcaster und Speaker aktiv.

## Filmografie
- 2000: Jahrestage (Miniserie, 4 Folgen)
- 2006: Einfache Leute
- 2015: Alarm für Cobra 11 – Die Autobahnpolizei (Fernsehserie, 1 Folge)
- 2016: Operation Naked
- 2016: Binny und der Geist (Fernsehserie, 1 Folge)

## Synchronrollen (Auswahl)

### Filme
- 2014: Jason Momoa in Vendetta Rider als Robert Wolf
- 2015: Nick Swardson in Hotel Transsilvanien 2 als Paul
- 2016: Ólafur Darri Ólafsson in Zoolander 2 als Chassidischer Jude
- 2016: Greg Grunberg in Star Trek Beyond als Cmdr. Finnegan
- 2017: Steve Agee in Guardians of the Galaxy Vol. 2 als Gef
- 2018: Michael James Shaw in Avengers: Infinity War als Corvus Glaive
- 2018: Cameron Britton in Verschwörung als Plague
- 2019: Kristian Bruun in Ready or Not – Auf die Plätze, fertig, tot als Fitch Bradley
- 2019: Michael James Shaw in Avengers: Endgame als Corvus Glaive
- 2019: Damon Herriman in Once Upon a Time in Hollywood als Charles Manson
- 2019:  Denis Ménochet in Gelobt sei Gott als François Debord

### Serien
- 2015: Brian Dobson in Ninjago als Zugu
- 2015–2021: Colton Dunn in Superstore (113 Folgen)
- 2017–2019: Jason R. Moore in Marvel’s The Punisher (17 Folgen)
- 2017–2019: Ronnie Rowe Jr. in Star Trek: Discovery als Ronald Altman Bryce
- 2017–2018: Richard T. Jones in Santa Clarita Diet (10 Folgen) als Rick
- 2017–2019: Nö-Nö Schnabeltier als Tüftel
- 2020: Cameron Britton in Manhunt (10 Folgen) als Richard Jewell
- 2021: Fred Tatasciore in What If…? als Corvus Glaive
- 2021–2022: Michael James Shaw in The Walking Dead (15 Folgen) als Michael Mercer